# Скворцов, Александр Андреевич (спортсмен)
Александр Андреевич Скворцов (род. 20 июня 1997, Семёнов, Нижегородская область или Нижегородская область) — российский профессиональный кикбоксер и тайбоксер. Чемпион России среди профессионалов по тайскому боксу в весовой категории до 69.9 кг. Чемпион организации Fair Fight, чемпион России по тайскому боксу, МС по тайскому боксу.

## Биография
Родился в городе Семенов Нижегородской области. В 7 лет стал заниматься в секции дзюдо в семеновской ДЮСШ. В 11 лет перешел в тайский бокс к тренеру Вадиму Петровичу Дурандину. В 15 лет стал победителем первенства России. В 2013 году Скворцов снова стал победителем первенства страны. В 15 лет провёл свой первый профессиональный поединок, в котором победил нокаутом.
В 2014 год выиграл серебряную медаль первенства России среди юниоров. Летом поступил в Чайковский государственный институт физической культуры и продолжил занятия тайским боксом в городе Чайковский Пермского края у Михаила Юрьевича Степанова Провёл второй профессиональный бой, одерживая ещё одну победу нокаутом. В 2015 году выиграл профессиональный турнир «настоящих мужчин» и отправился на летние сборы в лагерь Сор Климини (Паттая, Таиланд). Там провёл ещё один профессиональный поединок на турнире «Max muay Thai», где проиграл. В конце года завоевал звание чемпиона России среди студентов в Екатеринбурге.
В 2016 году в Хорватии завоевывал звание чемпиона Европы среди молодежи, позже подтвердил звание сильнейшего студента России в Кемерово.[как?]
В 2017 году на ринге промоушена Fair Fight добился успеха в бою против Сергея Сурова, после чего стал победителем турнира-четверки «Настоящих мужчин». В этом же году дошёл до финала чемпионата мира среди молодежи, но был вынужден сняться с финального боя из-за травмы. На чемпионате России в Казани добился звания сильнейшего тайбоксера России в весовой категории до 71 кг.
С сентября 2017 года стал заниматься в нижегородском клубе «Панчер-НН» у Максима Виноградова. В октябре в полуфинале чемпионата Европы уступил финалисту Всемирных Игр боевых искусств Василию Сорокину.
В 2018 году стал финалистом Кубка мира по тайскому боксу, уступив в финале бойцу из Таиланда. Летом окончил Чайковский государственный институт физической культуры и поступил в магистратуру. Завоевывал свой первый профессиональный титул, одерживая победу в турнире-четверке Fair Fight и стал чемпионом организации в весовой категории до 70 кг.
В начале 2019 года вышел на первую защиту чемпионского титула организации Fair Fight, его соперником стал кикбоксер Рашид Салиховю В поединке по итогам пяти раундов судьи единогласно объявили, что пояс остается у действующего чемпиона. В апреле Скворцов вышел защищать во второй раз свой чемпионский пояс против чеха Михаила Крчмара. После пяти раундов судьи с разногласием отдали победу действующему чемпиону, таким образом Скворцов стал трёхкратным чемпионом организации Fair Fight.
Летом 2019 года на чемпионате мира по тайскому боксу в Таиланде в составе молодёжной сборной РФ провел четыре победных боя на пути к финалу, но травмировал руку и не вышел бороться за золото. К октябрю восстановился после травмы и победил Кристиана Байяа из Нидерландов.
В 2020 году в бое за титул чемпиона России по тайскому боксу среди профессионалов одержал победу по очкам. В августе вышел на четвертую защиту титула, поставив рекорд в организации. В конце четвёртого раунда точным ударом в печень послал соперника[какого?] в опасный нокдаун и только гонг спас его[кого?] от поражения. Итогом боя стала первая проваленная защита титула. В сентябре Скворцов одержал ряд побед на чемпионате России. В конце года получил контракт от «Lion Fight» на четыре боя в 2021 году.

## Титулы и достижения
- 2021 — чемпион мира боев по правилам TNA в весовой категории до 70 кг
- 2020 — чемпион России по тайскому боксу в весовой категории до 71 кг
- 2020 — чемпион России среди профессионалов по тайскому боксу в весовой категории до 69.9 кг
- 2019 — чемпион организации Fair Fight в весовой категории до 70 кг (третья защита титула)
- 2019 — финалист чемпионата мира по тайскому боксу среди молодежи в весовой категории до 71 кг
- 2019 — чемпион организации Fair Fight в весовой категории до 70 кг (вторая защита титула)
- 2019 — чемпион организации Fair Fight в весовой категории до 70 кг (первая защита титула)
- 2018 — чемпион организации Fair Fight в весовой категории до 70 кг
- 2018 — финалист Кубка мира по тайскому боксу в весовой категории до 71 кг
- 2017 — чемпион России среди студентов по тайскому боксу в весовой категории до 71 кг
- 2017 — бронзовый призёр чемпионата Европы по тайскому боксу в весовой категории до 71 кг
- 2017 — чемпион России по тайскому боксу в весовой категории до 71 кг
- 2017 — финалист чемпионата мира по тайскому боксу среди молодежи в весовой категории до 71 кг
- 2016 — чемпион России среди студентов по тайскому боксу в весовой категории до 71 кг
- 2016 — чемпион Европы по тайскому боксу среди молодежи в весовой категории до 67 кг
- 2015 — чемпион России по тайскому боксу среди студентов в весовой категории до 67 кг
- 2014 — бронзовый призёр международного турнира по тайскому боксу среди юниоров «Кубок Дружбы — 2014» в весовой категории до 63,5 кг
- 2014 — финалист первенства России по тайскому боксу среди юниоров в весовой категории до 60 кг
- 2013 — победитель первенства России по тайскому боксу среди юношей 14-15 лет в весовой категории до 56 кг
- 2012 — победитель первенства России по тайскому боксу среди юношей 14-15 лет в весовой категории до 54 кг
- 2010 — финалист первенства России по тайскому боксу юношей 12-13 лет в весовой категории до 42 кг

## Статистика профессиональных поединков
29 боев, 19 побед(2 нокаутом), 9 поражений(1 техническим нокаутом), 1 бой признан не состоявшимся
| видео | дата       | результат                   | соперник              | вес, кг | статус боя                                | событие                        | место           | решение              | раундов |
| 29    | 18.02.2023 | поражение                   | Алексей Ульянов       | 70      | Гран-при за пояс чемпиона Fair Fight      | RCC Fair Fight 20              | Екатеринбург    | единогласное решение | 3       |
| 28    | 26.08.2022 | поражение                   | Масуд Минаэй          | 70      | Рейтинговый бой                           | RCC 12                         | Екатеринбург    | единогласное решение | 3       |
| 27    | 16.04.2022 | победа                      | Арби Эмиев            | 70      | Fair Fight 17                             | рейтинговый бой                | Екатеринбург    | дисквалификация      | 3       |
| 26    | 12.02.2022 | Бой признан не состоявшимся | Сайфуллах Хамбахадов  | 70      | рейтинговый бой                           | Fair Fight 16                  | Екатеринбург    | раздельное решение   | 4       |
| 25    | 13.12.2021 | победа                      | Фархад Ахмеджанов     | 70      | финал Чемпионата мира по правилам TNA     | Чемпионат мира по правилам TNA | Казань          | единогласное решение | 4       |
| 24    | 13.12.2021 | победа                      | Вадим Давыдов         | 70      | 1/2 Чемпионата мира по правилам TNA       | Чемпионат мира по правилам TNA | Казань          | единогласное решение | 4       |
| 23    | 28.09.2021 | победа                      | Петрос Фрейтас        | 70      | 1/4 Чемпионата мира по правилам TNA       | Чемпионат мира по правилам TNA | Казань          | единогласное решение | 4       |
| 22    | 28.08.2021 | победа                      | Владислав Украинец    | 70      | рейтинговый бой                           | Fair Fight 15                  | Екатеринбург    | единогласное решение | 3       |
| 21    | 03.05.2021 | поражение                   | Хаял Джаниев          | 70      | рейтинговый бой                           | RCC 9                          | Екатеринбург    | единогласное решение | 3       |
| 20    | 06.03.2021 | поражение                   | Мамука Усубян         | 70      | Бой за титул чемпиона Fair Fight          | Fair Fight 14                  | Екатеринбург    | единогласное решение | 5       |
| 19    | 29.08.2020 | поражение                   | Максим Сульгин        | 70      | защита титула чемпиона Fair Fight         | Fair Fight 12                  | Екатеринбург    | единогласное решение | 5       |
| 18    | 21.02.2020 | победа                      | Дмитрий Чангелия      | 69.9    | Титул чемпиона России по тайскому боксу   | ФТБР                           | Чайковский      | единогласное решение | 5       |
| 17    | 26.10.2019 | победа                      | Кристиан Байя         | 70      | защита титула чемпиона Fair Fight         | Fair Fight 10                  | Екатеринбург    | единогласное решение | 5       |
| 16    | 21.04.2019 | победа                      | Михаил Крчмар         | 70      | защита титула чемпиона Fair Fight         | Fair Fight 8                   | Екатеринбург    | раздельное решение   | 5       |
| 15    | 02.02.2019 | победа                      | Салихов Рашид         | 70      | защита титула чемпиона Fair Fight         | Fair Fight 7                   | Екатеринбург    | единогласное решение | 5       |
| 14    | 22.12.2018 | победа                      | Фабио Пуче            | 70      | рейтинговый бой                           | Фабрика муайтай                | Пермь           | единогласное решение | 3       |
| 13    | 29.09.2018 | победа                      | Максим Сульгин        | 70      | титул чемпиона Fair Fight                 | Fair Fight 6                   | Екатеринбург    | единогласное решение | 4       |
| 12    | 29.09.2018 | победа                      | Дока Гурмаев          | 70      | 1/2 чемпионата Fair Fight                 | Fair Fight 6                   | Екатеринбург    | единогласное решение | 3       |
| 11    | 31.05.2018 | поражение                   | Тадеуш Ружечка        | 70      | 1/8 чемпионата мира TNA                   | Бои по правилам TNA 11 сезон   | Казань          | единогласное решение | 4       |
| 10    | 19.08.2017 | поражение                   | Чен Уен               | 70      | рейтинговый бой                           | Kong Fu King                   | Шаолинь         | раздельное решение   | 3       |
| 9     | 23.02.2017 | победа                      | Константин Краснов    | 70      | титул чемпиона «Турнира настоящих мужчин» | «Турнир настоящих мужчин»      | Чайковский      | единогласное решение | 3       |
| 8     | 23.02.2017 | победа                      | Дмитрий Алимов        | 70      | 1/2 чемпионата «Турнир настоящих мужчин»  | «Турнир настоящих мужчин»      | Чайковский      | единогласное решение | 3       |
| 7     | 28.01.2017 | победа                      | Суров Сергей          | 75      | рейтинговый бой                           | Fair Fight 2                   | Екатеринбург    | единогласное решение | 3       |
| 6     | 23.04.2016 | победа                      | Скиртин Роман         | 71      | рейтинговый бой                           | «Фестиваль единоборств ЧГИФК»  | Чайковский      | единогласное решение | 3       |
| 5     | 21.02.2016 | поражение                   | Иванов Михаил         | 67      | рейтинговый бой                           | Кубок России по тайскому боксу | Ижевск          | травма               | 2       |
| 4     | 16.08.2015 | поражение                   | Нумкабуан Сор Сирилак | 69      | рейтинговый бой                           | MAX muay thai                  | Паттайя         | раздельное решение   | 3       |
| 3     | 23.02.2015 | победа                      | Шарипов Касим         | 67      | титул чемпиона «Турнира настоящих мужчин» | «Турнир настоящих мужчин»      | Чайковский      | единогласное решение | 3       |
| 2     | 02.08.2014 | победа                      | Зубарев Евгений       | 63,5    | рейтинговый бой                           | турнир по тайскому боксу       | Ижевск          | нокаут               | 1       |
| 1     | 29.05.2013 | победа                      | Жаббаров Камиль       | 60      | рейтинговый бой                           | Grand Prix Russia Open 12      | Нижний Новгород | нокаут               | 2       |
| ----- | ---------- | --------------------------- | --------------------- | ------- | ----------------------------------------- | ------------------------------ | --------------- | -------------------- | ------- |